# Füstér Géza
Füstér Géza (Budapest, 1910. február 19. – Toronto, 1990. december 30.), magyar-kanadai sakkozó, nemzetközi mester, magyar bajnok, világbajnokjelölt, sakkolimpikon, Kanada és az Amerikai Egyesült Államok villámsakk bajnoka.

## Élete és pályafutása
Több alkalommal volt Budapest sakkbajnoka, először 1936-ban. A magyar sakkbajnokságon 1941-ben az 1. helyen, 1943-ban Barcza Gedeon mögött a 2. helyen végzett. 1943-1944-ben megnyerte Magyarország levelezési sakkbajnokságát.
A II. világháború után, 1953-ban Benkő Pállal együtt Nyugat-Berlinbe kívánt szökni. Füstérnek sikerült átjutnia a határon, és 1953-ban Kanadában, Torontóban telepedett le.
Először 1954-ben nyerte meg Ontario sakkbajnokságát, majd ezt a sikerét megismételte 1955-ben, 1956-ban, 1962-ben, 1969-ben és 1971-ben. Többször bejutott a Kanada-bajnokság döntőjébe: 1955-ben a 6., legnagyobb sikereként 1957-ben a 2. helyen végzett. Mivel az 1. helyezett nem volt hajlandó részt venni a világbajnokság küzdelmeiben, ezzel az eredményével 1958-ban Füstér vehetett részt a Portorozsban rendezett világbajnoki zónaközi döntőn, ahol a 21. helyen végzett.
1955-ben Kanada villámsakk bajnoki címe után, 1957-ben az Amerikai Egyesült Államok villámsakk bajnokságán is az 1. helyet szerezte meg.
Élete végéig aktívan látogatta az YMCA, majd a Toronto Sakk-klubot, ahol anekdotái révén mindig a társaság középpontjának számított. Szenvedélyes villámsakk játékos volt. Ha az ellenfele rosszat lépett, kedvenc mondása az volt: "Holnap is eljössz sakkozni?"
A chessmetrics.com historikus Élő-pont számítása szerint legmagasabb pontszámát 1942. júniusban érte el, 2530 ponttal. A világranglistán elfoglalt legjobb helyezése 62. volt 1943. áprilisban.

## Csapateredményei
1947-ben tagja volt a Szófiában rendezett 2. Balkán csapatbajnokságon aranyérmet szerzett magyar válogatottnak. A versenyen egyéni eredménye a mezőnyben a 3. legjobb volt.
Kanada válogatottjával két alkalommal, 1958-ban és 1970-ben - ez utóbbi alkalommal a válogatott csapat kapitányaként - vett részt a sakkolimpián.

## Versenyeredményei
- 1934: 2. helyezés Budapest, főtorna döntő
- 1935: 3–4. helyezés, Tata-tóváros főtorna
- 1936: 1. helyezés, Budapest főtorna
- 1938: 3–4. helyezés, Hastings nemzetközi verseny, B-csoport
- 1939: 1–2. helyezés, Kassa mesterverseny
- 1940: 3. helyezés, Budapest, Maróczy tiszteleti verseny B-csoport
- 1941: 1. helyezés, Budapest, nemzeti mesterverseny
- 1941: 4. helyezés Trencsénfürdő, nemzetközi mesterverseny
- 1941: 11. helyezés München, Európa-bajnokság,[9] de sötéttel döntetlent ért el a világbajnok Aljechin ellen.[10]
- 1942: 3-5. helyezés München, Európa-bajnokság, B-csoport
- 1943: 1. helyezés Kolozsvár, vegyes mesterverseny
- 1944: 1–2. helyezés, Kecskemét, mesterverseny
- 1946: 3. helyezés Győr